# Indaco
L'indaco è una sostanza colorante (un pigmento per l'esattezza) di origine vegetale, già noto in Asia 4000 anni fa: il suo nome deriva infatti dall'India, che ne era il principale produttore.

## Composizione chimica
Con lo stesso nome viene identificata anche la sua molecola, derivata dall'indolo, il cui nome IUPAC è 2-(1,3-diidro-3-osso-2H-indol-2-ilidene)-1,2-diidro-3H-indol-3-one.
Nella tabella del COLOR INDEX è il numero 73000 e rappresenta il capostipite della famiglia dei coloranti indigoidi.
L'indaco è un composto molto particolare in quanto appartiene alla categoria dei "coloranti al tino", ovvero sostanze normalmente insolubili che devono essere trasformate in forme solubili (detta leuco) per permetterne un uso tintorio (qui sotto le reazioni redox tra indaco e leucoindaco).
L'indaco è particolare perché, a differenza degli altri coloranti che con il tempo ingrigiscono, tende invece a mantenere la colorazione azzurro brillante, motivo per il quale fu usato come colorante dei blue-jeans.

## Produzione
L'indaco storicamente si ricavava dalla fermentazione delle foglie di Indigofera tinctoria e anche dal guado (Isatis tinctoria) in grandi vasche o tini (da cui il nome) contenenti soluzioni riducenti alcaline, (anticamente si usava urina di cavallo, attualmente ammoniaca o idrossido di calcio o anche idrossido di sodio).
Il liquido giallo-verde che si ottiene da questa prima fase viene fatto ossidare all'aria in ampie vasche, nelle quali viene costantemente agitato. Man mano che progredisce l'ossidazione, il colore della soluzione vira gradualmente fino a diventare un viola-bluastro caratteristico, il color indaco. Il deposito melmoso che si è formato viene quindi raccolto e riscaldato per bloccarne la fermentazione. Una volta asciugato, viene messo in commercio in forma di pani.
In epoca moderna per questo composto sono state studiate più sintesi industriali, la prima delle quali fu la sintesi di Adolf von Baeyer, la quale usava come precursore l'acido o-nitrocinnamico, sviluppata nel 1880, dopo dieci anni dalla scoperta dell'indolo e dopo molti anni dalla scoperta della struttura chimica dell'indaco.
A questo processo fecero seguito numerose altre preparazioni industriali, alcune delle quali attualmente ancora in uso.
Oggi uno dei processi più usati per produrre sinteticamente l'indaco è la reazione di Baeyer–Drewson, che consiste nel diluire 2-nitrobenzoaldeide in acetone, a cui viene poi addizionata una soluzione acquosa basica; l'enolato prodotto dalla reazione dell'acetone con la base si addiziona al gruppo aldeidico, l'addotto successivamente ciclizza e dimerizza.

## Chimica del processo
Nella pianta non è presente il colorante blu ma un suo precursore stabile, l'indacano, che è un β-D-glucoside dal quale la fermentazione (catalizzata da enzimi vegetali) elimina per idrolisi il glucosio, liberando l'indossile, che per ossidazione all'aria si trasforma poi in indaco.

## Simbologia

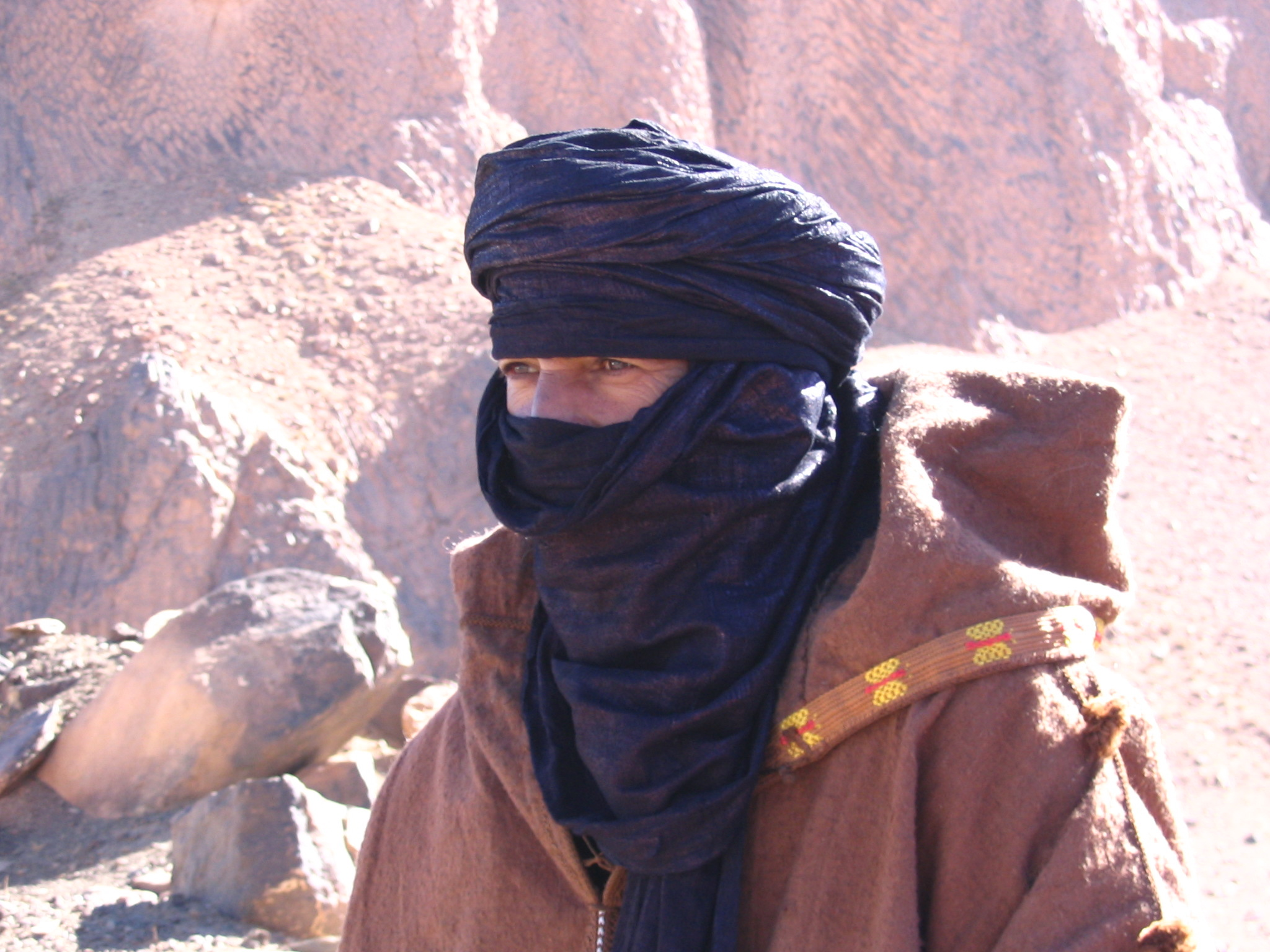
Un tuareg con la tipica tagelmust indaco

L'indaco, nelle regioni del Sahel della Mauritania, è uno dei simboli di prestigio più ricercati.
La tunica dei Tuareg, ad esempio, è tutta indaco, colore considerato nobile. I mauritani, nelle zone del corpo non coperte da indumenti, si spalmano una polvere color indaco che li protegge dai raggi solari e dà origine al soprannome di "uomini blu" conferito alle popolazioni nomadi dell'area.